# Zehnkampf-Länderkampf der Männer 1984 BR Deutschland – Polen
| 5. Leichtathletik-Länderkampf mit bundesdeutscher Beteiligung 1984 | 5. Leichtathletik-Länderkampf mit bundesdeutscher Beteiligung 1984 |
| ------------------------------------------------------------------ | ------------------------------------------------------------------ |
|                                                                    |                                                                    |
| Zehnkampfvergleich der Männer: BR Deutschland – Polen              |                                                                    |
| Austragungsort                                                     | Mannheim                                                           |
| Wettbewerbe                                                        | 1                                                                  |
| Datum                                                              | 8./9. Juni                                                         |
| 1. FRG 2. POL                                                      | 34.002 P 30.532 P                                                  |
| Chronik                                                            |                                                                    |
| ← FRG-POL-DNK Geher (F)                                            | FRG-BGR 7kampf (F) →                                               |

Im fünften Vergleich des Länderkampfjahres 1984 bestritten im Gegensatz zum Vorjahr nun auch die Zehnkämpfer wieder einen Länderkampf. Am 8./9. Juni traten sie in Mannheim gegen Polen an. Zuvor hatte es erst einen Zweiländervergleich der bundesdeutschen Zehnkämpfer mit Polen gegeben. Dabei hatte sich 1972, als in getrennter Wertung zusätzlich die Sowjetunion beteiligt war, Polen durchgesetzt. Darüber hinaus hatte es Vergleiche mit mehreren beteiligten Ländern zwischen der Bundesrepublik und Polen gegeben, die unterschiedlich ausgegangen waren. Gleichzeitig trugen am selben Ort auch die weiblichen Mehrkämpferinnen einen Länderkampf aus.

## Modus
Jede Mannschaft trat mit vier Athleten an, die alle durch Addition ihrer Punktzahlen gewertet wurden.

## Ergebnis
Die bundesdeutschen Zehnkämpfer waren in diesem Länderkampf hoch dominant. Sie belegten die Ränge eins bis vier und lagen damit allesamt vor den Vertretern aus Polen. So endete die Begegnung mit einem sehr deutlichen Sieg des bundesdeutschen Teams mit 34.002 zu 30.532 Punkten.

## Weltrekord
Das Niveau in diesem Wettkampf war besonders hoch. Der bundesdeutsche Sieger Jürgen Hingsen stellte mit 8798 Punkten einen neuen Weltrekord auf, bis 9. Juni 2023 deutscher Rekord. Auch Jens Schulze erreichte bei diesem Wettbewerb seine Karriere-Bestleistung.

## Legende
Kurze Übersicht zur Bedeutung der Symbolik – so üblicherweise auch in sonstigen Veröffentlichungen verwendet:
| WR | Weltrekord |

## Resultat

### Zehnkampf
| Platz | Name               | Nation | Punkte  | 100 m   | Weit- sprung | Kugel- stoßen | Hoch- sprung | 400 m   | 110 m Hürden | Diskus- wurf | Stabhoch- sprung | Speer- wurf | 1500 m      |
| ----- | ------------------ | ------ | ------- | ------- | ------------ | ------------- | ------------ | ------- | ------------ | ------------ | ---------------- | ----------- | ----------- |
| 1     | Jürgen Hingsen     | FRG    | 8798 WR | 10,70 s | 7,76 m       | 16,42 m       | 2,07 m       | 48,05 s | 14,07 s      | 49,36 m      | 4,90 m           | 59,86 m     | 4:19,75 min |
| 2     | Siegfried Wentz    | FRG    | 8482000 | 10,85 s | 7,26 m       | 14,96 m       | 1,98 m       | 47,59 s | 14,09 s      | 43,94 m      | 4,80 m           | 51,98 m     | 4:23,84 min |
| 3     | Guido Kratschmer   | FRG    | 8420000 | 10,63 s | 7,15 m       | 16,67 m       | 1,98 m       | 49,07 s | 14,15 s      | 46,48 m      | 4,80 m           | 67,52 m     | 4:45,75 min |
| 4     | Jens Schulze       | FRG    | 8302000 | 10,56 s | 7,33 m       | 15,00 m       | 2,01 m       | 48,58 s | 14,44 s      | 45,32 m      | 4,60 m           | 53,70 m     | 4:22,95 min |
| 5     | Adam Bagiński      | POL    | 7855000 | 11,30 s | 7,02 m       | 13,65 m       | 2,01 m       | 49,83 s | 14,96 s      | 46,56 m      | 4,60 m           | 55,40 m     | 4:36,83 min |
| 6     | Janusz Lesniewicz  | POL    | 7799000 | 11,19 s | 7,21 m       | 13,42 m       | 2,07 m       | 49,41 s | 15,01 s      | 39,48 m      | 4,40 m           | 54,98 m     | 4:27,33 min |
| 7     | Wojciech Podsiadlo | POL    | 7486000 | 11,53 s | 6,63 m       | 14,16 m       | 1,89 m       | 50,48 s | 15,19 s      | 40,28 m      | 4,50 m           | 54,26 m     | 4:22,58 min |
| 8     | Andrzej Wyżykowski | POL    | 7392000 | 11,13 s | 6,69 m       | 13,41 m       | 1,92 m       | 50,53 s | 15,06 s      | 40,38 m      | 4,30 m           | 61,26 m     | 4:56,97 min |